# 1992 WW5
1992 WW5 är en asteroid i huvudbältet som upptäcktes den 2 december 1992 av den japanska astronomen Nobuhiro Kawasato i Uenohara.
Den tillhör asteroidgruppen Koronis.